# Sass de Stria
Il Sass de Stria (nome ladino italianizzato in Sasso di Stria; Hexenstein o Hexenfels in tedesco) è una montagna delle Alpi alta 2.477 m. Si trova nelle Dolomiti, in provincia di Belluno, e sovrasta il passo Falzarego, di fronte alla Tofana di Rozes e il Lagazuoi. Il nome rimanda ad antiche leggende locali che lo facevano residenza di una strega (stria in ladino).

## Storia
La montagna fu al centro degli aspri combattimenti avvenuti durante la prima guerra mondiale dopo che, nel 1915, il forte Tre Sassi sul passo Valparola fu colpito pesantemente dall'artiglieria italiana e dovette essere evacuato. Tale forte, pur non potendo più ospitare la truppa al suo interno, non smise di essere utilizzato, venendo munito di particolari illuminazioni durante la notte, al fine di ingannare e distrarre le artiglierie italiane da altre zone difensive in uso.
 
Il Sass de Stria diventò la vera nuova fortificazione degli austriaci, con il compito di difendere la val Badia e la val Pusteria contro gli attacchi italiani dal Passo Falzarego. Gli italiani, invece, erano trincerati nel dirupo del Lagazuoi. La grande cuspide rocciosa di quasi 2500 m  che sovrasta il passo Falzarego e quello del Valparola rimase inaccessibile agli italiani fino alla fine degli scontri nella zona.
 
Vano, infatti, si rivelò il più significativo attacco di un piccolo dispiegamento del Regio Esercito guidato dal sottotenente Mario Fusetti il 19 ottobre 1915. L'ufficiale, pur non facente parte degli Alpini e malgrado la poca dimestichezza con l'ambiente montano, arrampicò coi suoi uomini fino in cima alla vetta, in modo da attaccare gli austriaci dall'alto. Il sottotenente posizionò il tricolore in segno di avvenuta conquista del monte, ma malgrado la cattura di alcune vedette austriache sul posto, ben presto lui e i suoi uomini si ritrovarono sotto il fuoco del nemico, allarmato dal congiunto attacco italiano che stava avvenendo in tutto il settore. Sarebbe stata una grande conquista se i rinforzi fossero giunti in tempo a supportare Fusetti, ma per una serie di incomprensioni e convinti che il giovane ufficiale ce l'avesse fatta, essi non smobilitarono in tempo. Gli italiani, infatti, arrivarono alle pendici della vetta, richiamati da una voce che, nella loro lingua, li intimava ad andare avanti. Non ci volle molto a capire che tale richiamo era solo un inganno degli austriaci, i quali iniziarono a colpire i soldati del Regio Esercito con bombe a mano, decretandone la ritirata. Mario Fusetti era già caduto sul campo di battaglia accanto ad altri commilitoni, colpito in testa da una pallottola. Il suo corpo fu deposto  tra i crepacci del Sass de Stria dai suoi uomini arresi e sopravvissuti all'attacco, senza mai essere ritrovato. 
Nel 1916 cominciò la guerra delle mine. Compresa la situazione di stallo e di difficile presa del Sass de Stria, gli italiani si arroccarono, dall'ottobre del 1915, tra le pareti dell'opposta cima del Piccolo Lagazuoi, occupando una cengia che avrebbe assunto un nuovo nome in onore di Ettore Martini, ufficiale che gestì le operazioni militari in quella impervia posizione, nuova spina nel fianco per l'Imperial Regio Esercito sull'anticima della montagna. Conquistare il Piccolo Lagazuoi in tutta la  sua estensione per controllare e colpire il Sass de Stria assieme alle postazioni austriache sul Falzarego divenne il nuovo obbiettivo italiano. Quattro cariche austriache e una grande carica italiana esplosero sul Lagazuoi, demolendone la cima. I combattimenti assunsero sin dall'inizio i caratteri di guerra di logoramento e, sino alla disfatta di Caporetto il fronte non si mosse.
Solo nella seconda metà del Novecento, con il recupero dei sentieri, il Sass de Stria diventò una frequentata meta per turisti. Di recente gli Alpini hanno restaurato le trincee. Per quanto riguarda le gallerie il loro accesso è, per la pericolosità, limitato e consigliato solo ad alpinisti esperti.

## Accesso
La cima, su cui sorge una croce, è raggiungibile in breve tempo (1-1,30 ore), ma con un percorso di difficoltà EE (solo per escursionisti esperti), seguendo una vecchia mulattiera che parte tra il Falzarego e il passo di Valparola (all'altezza del forte di 'N tra i Sass) e che si inerpica lungo la pendice settentrionale. La segnaletica, che in passato non era molto chiara, fu migliorata nel 1996; l'ultimo tratto è attrezzato con due scale e presenta alcuni passaggi che richiedono attenzione in quanto ripidi e parzialmente esposti. Questo percorso è anche presente come segmento su Strava e il record di ascensione è attualmente detenuto da Enrico Picchetti con il tempo di 17'36". 
Dalla vetta si gode un ottimo panorama sui gruppi montuosi teatro di scontri durante la prima guerra mondiale: il Lagazuoi, la Tofana di Rozes, la Marmolada, il Setsass, il Col di Lana-Monte Sief, le Cinque Torri, l'Averau ed il Nuvolao, e su altri gruppi dolomitici (Pelmo, Civetta, Gruppo del Sella, Piz dles Conturines).
La vetta può essere raggiunta seguendo anche una ferrata posta sulla parete sud-ovest, denominata ferrata Fusetti in onore del sottotenente Mario Fusetti.

## Galleria d'immagini

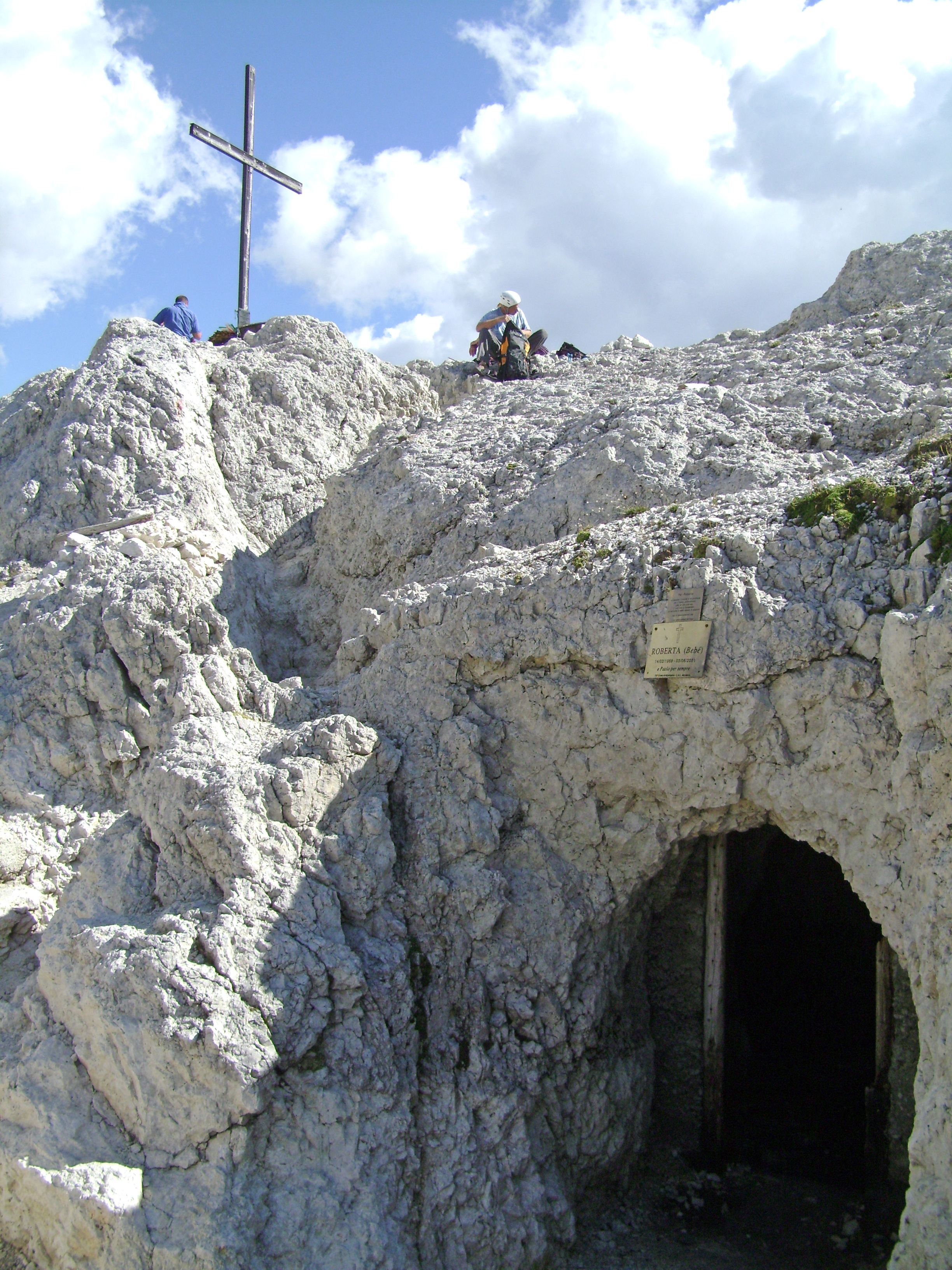
La galleria in prossimità della vetta
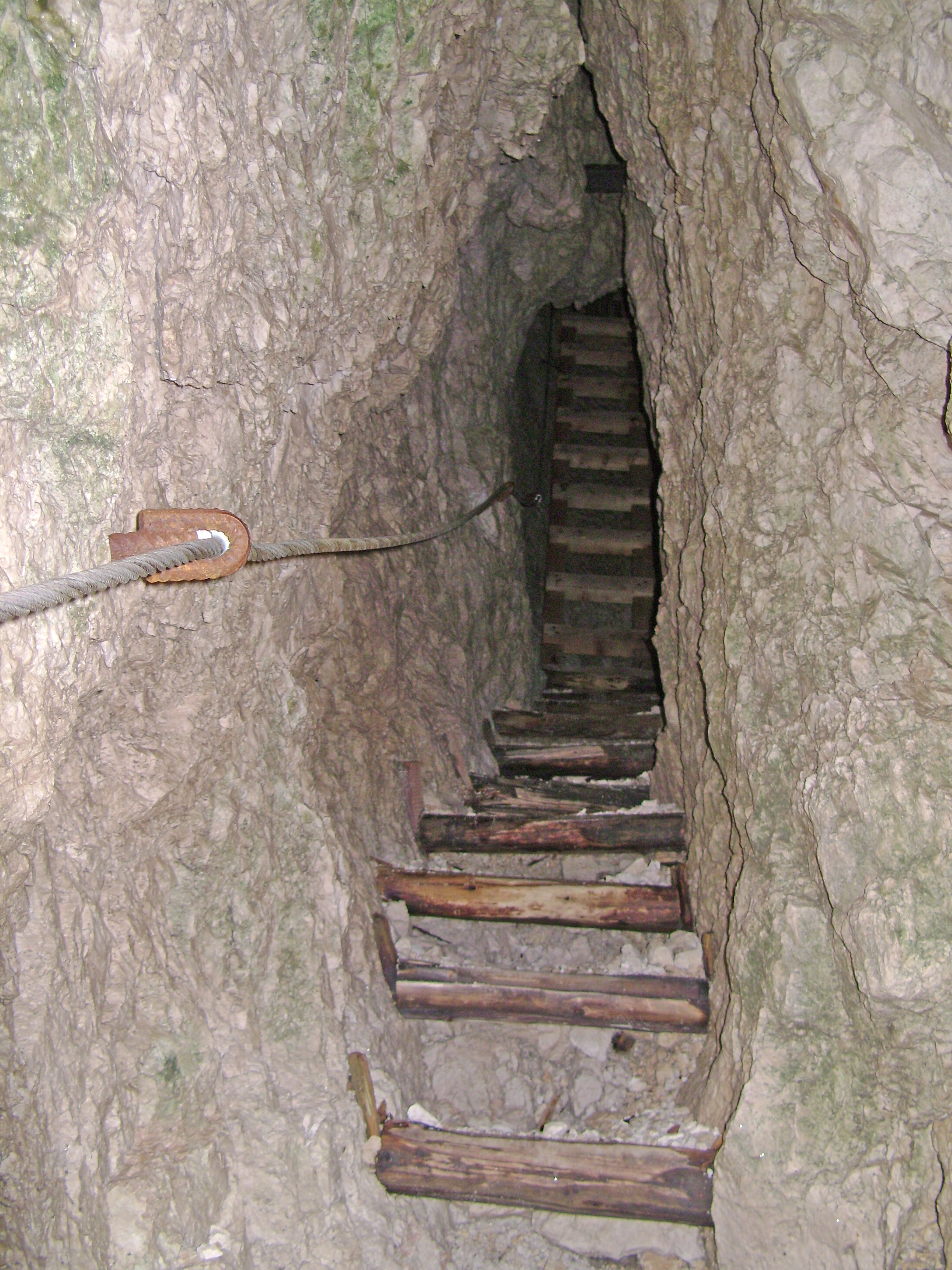
Il tratto attrezzato in galleria con fune metallica di sicurezza
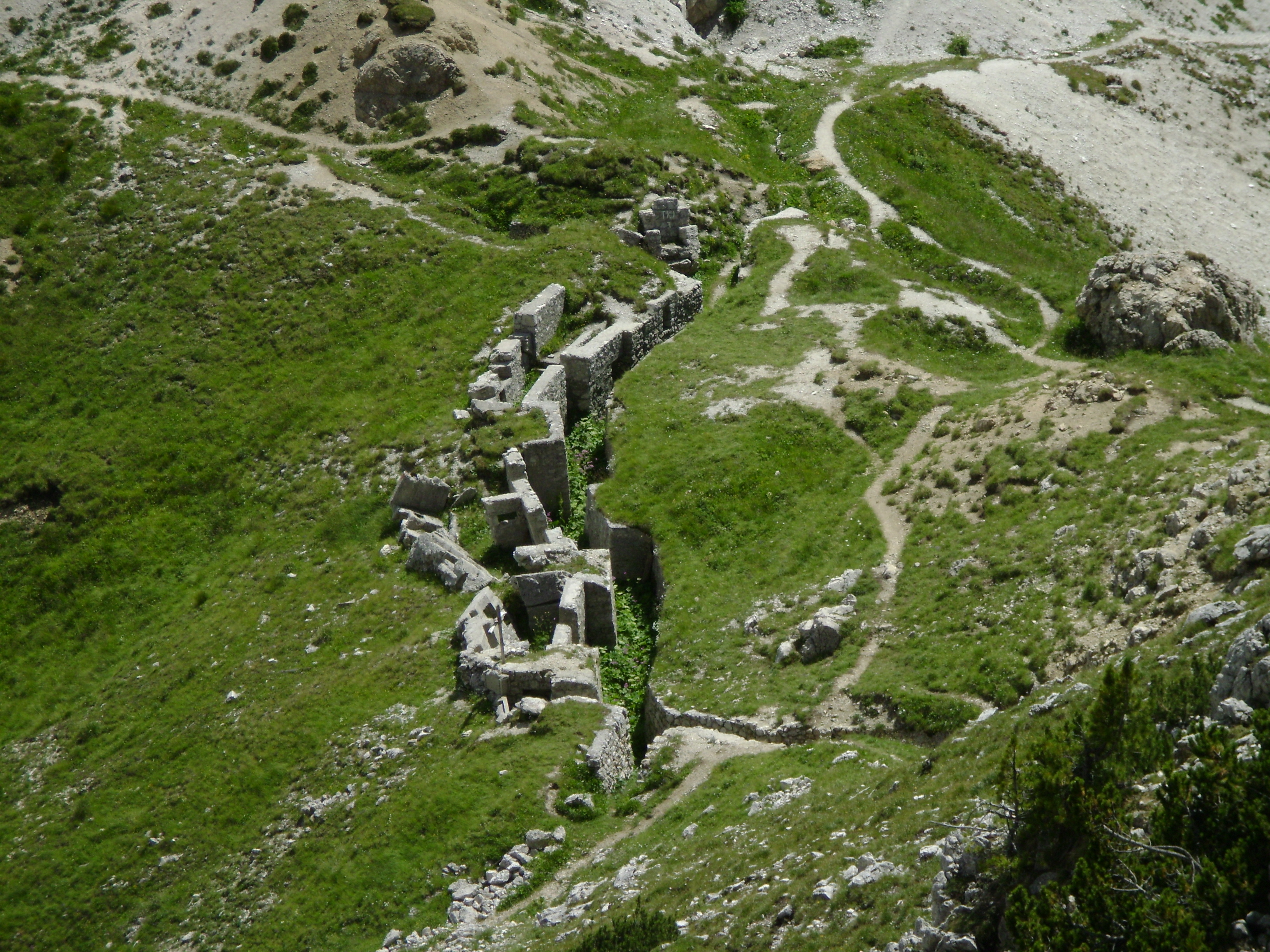
La postazione Goiginger sul versante sud